# Svilen Rusinov
Svilen Rusinov  (bulgarsk: Свилен Русинов født 29. februar 1964) er en  bulgarsk bokser. Under Sommer-OL  1992 i Barcelona Spanien vandt han en bronzemedalje i vægtklassen super-sværvægt.  Han blev professionel i 1999 hvor han boksede en kamp som han vandt hvorefter han gik på pension.